# Paolo Valente
Paolo Valente (Merano, 3 novembre 1966) è uno scrittore e giornalista italiano.

## Biografia
Detto anche “Bill”, è nato a Merano, vive e lavora tra l'Alto Adige e Roma. Dai primi anni novanta si dedica allo studio della particolare realtà plurilingue e multiculturale rappresentata dall'Alto Adige. È autore di numerosi volumi sulla storia di questa terra di confine, tra questi Fedeltà e coraggio, dedicato a Josef Mayr-Nusser.
Il rapporto tra le culture, il senso del confine, le contraddizioni dell'identità, sono temi che influenzano anche la sua attività letteraria. Valente ha dedicato diversi racconti (tra cui una raccolta di Leggende meranesi) alla sua terra vista come metafora di un mondo nel quale ricercare perennemente l'incontro con l'altro (cfr. La città sul confine). Ha approfondito il tema del dialogo tra lingue, culture e tradizioni religiose (cfr. Al pozzo di Giacobbe).
In questi ambiti è impegnato dal 2009 con l’organizzazione di volontariato Pozzo di Giacobbe - Jakobsbrunnen ODV (di cui è tra i fondatori) che opera in Italia e diversi paesi dell’Africa nella promozione del dialogo interreligioso e tra le culture.
Dalle stesse motivazioni nasce il suo interesse per l'Africa ed il mondo. Tra i suoi lavori due raccolte di favole del Benin (Africa occidentale), due di racconti ispirati alle tradizioni dell'Ecuador e del Perù.
Dal 1993 al 2001 Paolo Valente ha diretto Il Segno, settimanale della diocesi di Bolzano-Bressanone.
Nel 2014 Valente è nominato direttore “in solidum” della Caritas diocesana della Diocesi di Bolzano-Bressanone, assumendone nel 2017 la direzione unica. Nel 2018 è stato nominato delegato Caritas della regione ecclesiastica Triveneto (Nordest) (Trentino-Alto Adige, Veneto, Friuli-Venezia Giulia). Sollevato dal vescovo Ivo Muser dal ruolo di direttore della Caritas altoatesina il 18 febbraio del 2022, Valente ha fatto ricorso contro la decisione presso il Dicastero per il Clero della Curia romana. Il ruolo è stato assegnato ad interim – fino al 31 luglio 2022 – a Franz Kripp e successivamente a Beatrix Mairhofer. Da ottobre 2022 Valente è responsabile della comunicazione (dal 2024 direttore responsabile della rivista Italia Caritas) e da settembre 2023 vicedirettore di Caritas Italiana a Roma.

## Opere scelte
- Di là del passo[16] (Edition Raetia, Bolzano 2003).
- La papaia di Senan (EMI, Bologna 2006).
- La città sul confine (OGE, Milano 2006).
- Racconti del vento (Edizioni San Paolo, Milano 2007).
- Colorin colorado (Edizioni San Paolo, Milano 2008).
- Merano. Breve storia della città sul confine (Raetia, Bolzano 2008).
- Sinigo. Con i piedi nell'acqua. Storia di un insediamento italiano nell'Alto Adige degli anni Venti (Alphabeta, Merano 2010).
- Il sole è mio padre (EMI, Bologna 2010).
- Giorni strani (Alphabeta, Merano 2010).
- Camminar la strada. L'avventura cristiana di don Giancarlo Bertagnolli (Il Margine, Trento 2010).
- Alpini. Un racconto contemporaneo (con foto di Nicolò Degiorgis) (Provincia autonoma di Bolzano, Bolzano 2012).
- Al pozzo di Giacobbe (Il Margine, Trento 2013).
- Diario del maestro di Cordés (Alphabeta, Merano 2013).
- Leggende meranesi (Alphabeta, Merano 2014)[17].
- Fedeltà e coraggio. La testimonianza di Josef Mayr-Nusser (Alphabeta, Merano 2017).